# Тройчатое
Тройчатое (укр. Трійчате; до 2016 г. Комсомо́льское) — посёлок, Берекский сельский совет, Первомайский район, Харьковская область, Украина.
Код КОАТУУ — 6324581002. Население по переписи 2001 года составляет 742 (342/400 м/ж) человека.

## Географическое положение
Посёлок Тройчатое находится у железнодорожной станции Тройчатое, примыкает к посёлку Троицкое.
Рядом проходит автомобильная дорога Т-2107.

## История
- 1962 — дата основания.
- 2016 — посёлок Комсомольское переименован в Тройчатое по расположенной поблизости железнодорожной станции.

## Экономика
- Молочно-товарная ферма.